# Aut Caesar, aut nihil
 Aut Caesar, aut nihil, лат. (изговор: аут цезар, аут нихил). Или Цезар, или ништа. Чезаре Борџија

## Поријекло изреке
Изрека се приписује Чезару Борџији итал. Cesare Borgia (прелаз из 15 у 16 вијек нове ере), италијанском војсковођи, политичару и  кардиналу .

## Тумачење
Приписује се Чезару Борџији али се може примјенити на све амбициозне и славољубиве људе који не бирају начин да остваре изузетан висок статус и положај. То је гесло оних који желе да постигну врхунац у нечему.